# فرتوسنت‌میکلوش
فرتوسنت‌میکلوش (به مجاری:  Fertőszentmiklós) یک شهرداری در مجارستان است که در ناحیه شوپرون واقع شده‌است.

## خصوصیات
فرتوسنت‌میکلوش ۳۹٫۳۹ کیلومترمربع مساحت و ۳٬۸۰۲ نفر جمعیت دارد.